# ひよどりごえ森林公園
ひよどりごえ森林公園（ひよどりごえしんりんこうえん）は、神戸市北区と同市長田区にかかる丘陵の生活環境保全林である。面積は53ha。
市道夢野白川線（旧西神戸有料道路）を挟んで、北は山歩きコースの「ひよどりエリア」、南は瀬戸内海を望むことができる散策コースの「丸山エリア」となっている。森林浴等に利用されている。ひよどり展望公園とともに、源平合戦（一ノ谷の戦い）のゆかりが深いところである。

## 所在地
- 神戸市北区山田町下谷上

## 交通アクセス
- 市道長田箕谷線 長田方面 鵯インターチェンジ手前
- 市道夢野白川線（旧西神戸有料道路）須磨方面 鵯インターチェンジ手前